# Choses dites
Choses dites  est un livre de Pierre Bourdieu, sociologue français, publié en 1987 aux Éditions de Minuit dans la collection Le sens commun.
La réflexivité est au cœur de cette œuvre de Bourdieu. Choses dites est une introduction pour les lecteurs peu familiers avec la pensée de Bourdieu et un guide pour ceux qui trouvent les écrits de Bourdieu difficiles. Ce travail surmonte les lectures erronées et les idées fausses des gens sur les œuvres de Bourdieu. Ce qui a été dit est, en particulier, une vision juste et appropriée des détails du travail intellectuel de Bourdieu et de la genèse intellectuelle et sociale de ses concepts clés.